# Pruniers-en-Sologne
Pruniers-en-Sologne è un comune francese di 2 344 abitanti situato nel dipartimento del Loir-et-Cher nella regione del Centro-Valle della Loira. Fa parte della regione storica francese della Sologne.

## Società

### Evoluzione demografica
Abitanti censiti